# Delias lemoulti
Delias lemoulti är en fjärilsart som beskrevs av Talbot 1931. Delias lemoulti ingår i släktet Delias och familjen vitfjärilar. Inga underarter finns listade i Catalogue of Life.